# Apterygida
Apterygida är ett släkte av tvestjärtar som beskrevs av John Obadiah Westwood 1840. Apterygida ingår i familjen hjärtfottvestjärtar.
Släktet innehåller bara arten Apterygida media.

## Bildgalleri

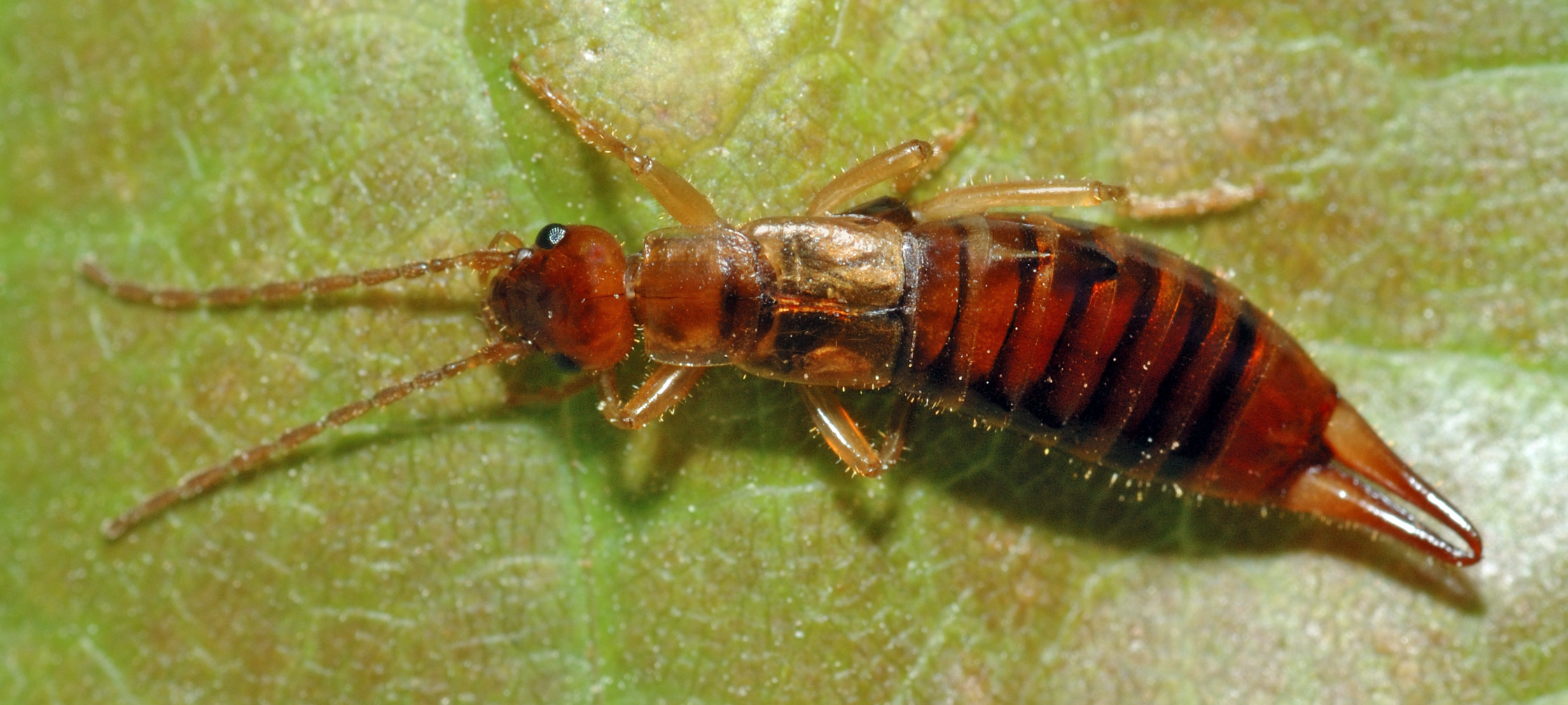
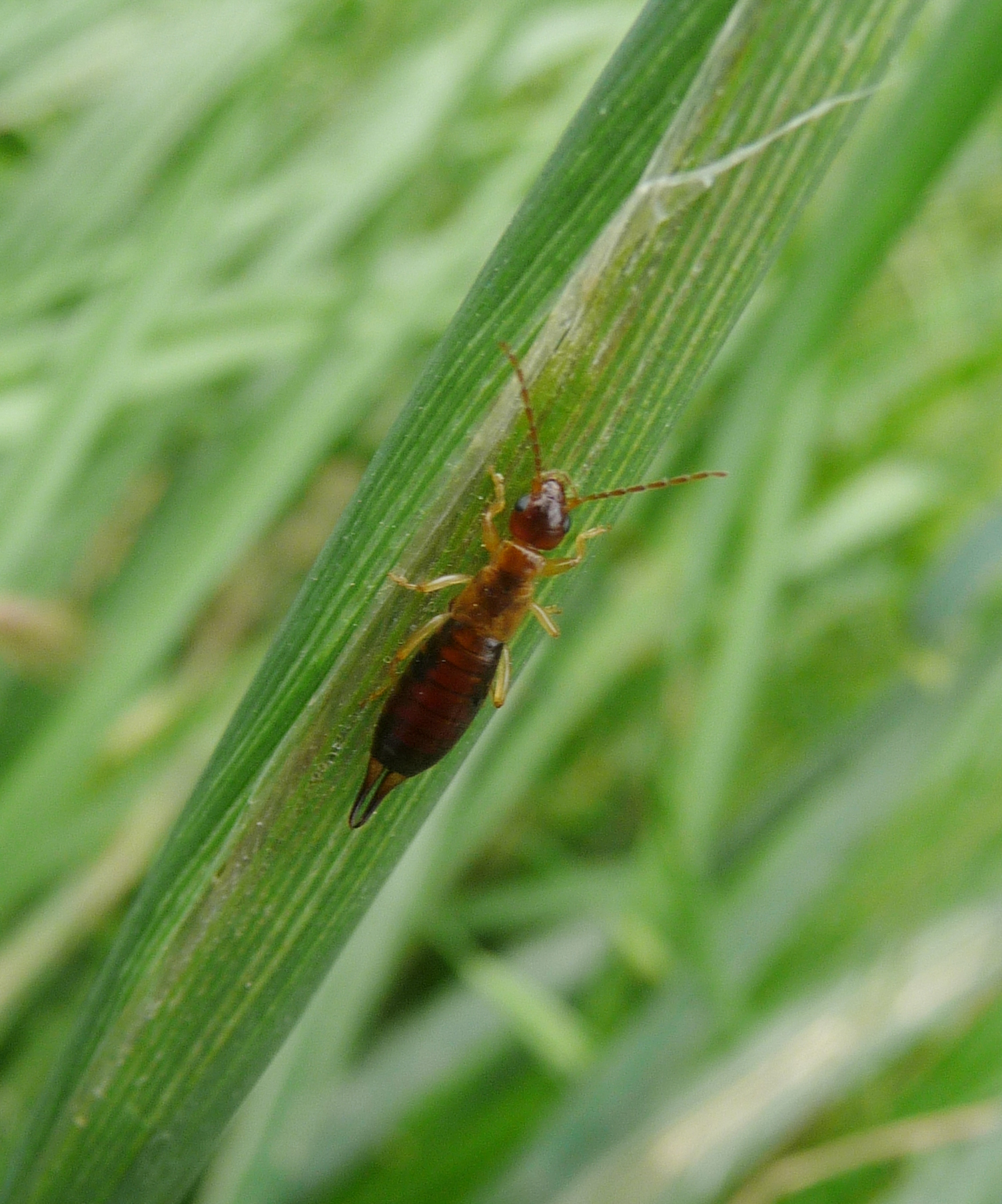
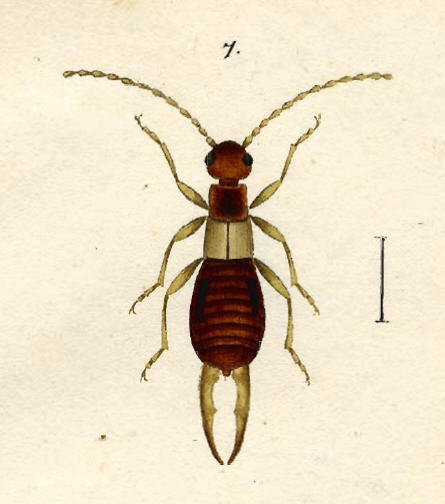